# Францишек Собков'як
Францишек Собков'як (пол. Franciszek Sobkowiak; 19 серпня 1913, Фрідберг або 3 жовтня 1914, Ессен, Німецька імперія — 30 жовтня 1942, Егерсунд, Норвегія) — польський військовий льотчик і футболіст-аматор. Гравець національної збірної.

## Біографія
На клубному рівні захищав кольори «Варти» з Познані. У чемпіонаті Польщі провів 61 матч. 25 вересня 1938 року зіграв у складі національної збірної проти команди Латвії. Гра проходила у Ризі і завершилася перемогою господарів з рахунком 2:1 (голи: Ванагс, Шейбеліс — Габовський).
Під час німецького вторгнення у вересні 1939 року служив сержантом в 3-му авіаційному полку. Після окупації Польщі вдалося перебратися на захід. У Великій Британії служив у 301-му дивізіоні, а потім у Польській ескадрильї 138 дивізіону. У ніч з 7-го на 8-ме листопада був у складі першому польського екіпажу в складі Королівських ВПС, який здійснив політ над окупованою Польщею. Літак «Галіфакс» був змушений сісти у Швеції, а Собков'як потрапив до табору інтернованих осіб. На початку 1942 року йому вдалося втекти на Британські острови.
У ніч з 29-го на 30-те жовтня 1939 року літак NF-S W-7773 виконував бойове завдання у Норвегії, але зазнав аварії і впав поблизу Егерсунда. На борту, окрім екіпажу, знаходилися троє бійців елітного парашутного підрозділу Війська Польського. Похований у спільній могилі № 11-Б-8 на кладовищі Егерсунда. Нагороджений орденом Військової Доблесті, найвищою військовою нагородою Польщі.